# John Vardy
John Vardy (— 1765) foi um arquiteto e desenhista inglês que trabalhou como Clerk of the Works em Whitehall and St. James por volta de 1749. Associado com William Kent, ele publicou alguns projetos de Inigo Jones e de Kent em 1744, e alguns de seus desenhos estão no Instituto de Arquitetos Britânicos. John é também conhecido por ter criado algumas mobílias para Lord Spencer em Spencer House, Green Park, Londres, e em Althorp, Northamptonshire. Vardy trabalhou juntamente com seu irmão, Thomas Vardy, entre 1751 e 1788.